# János Enyedi

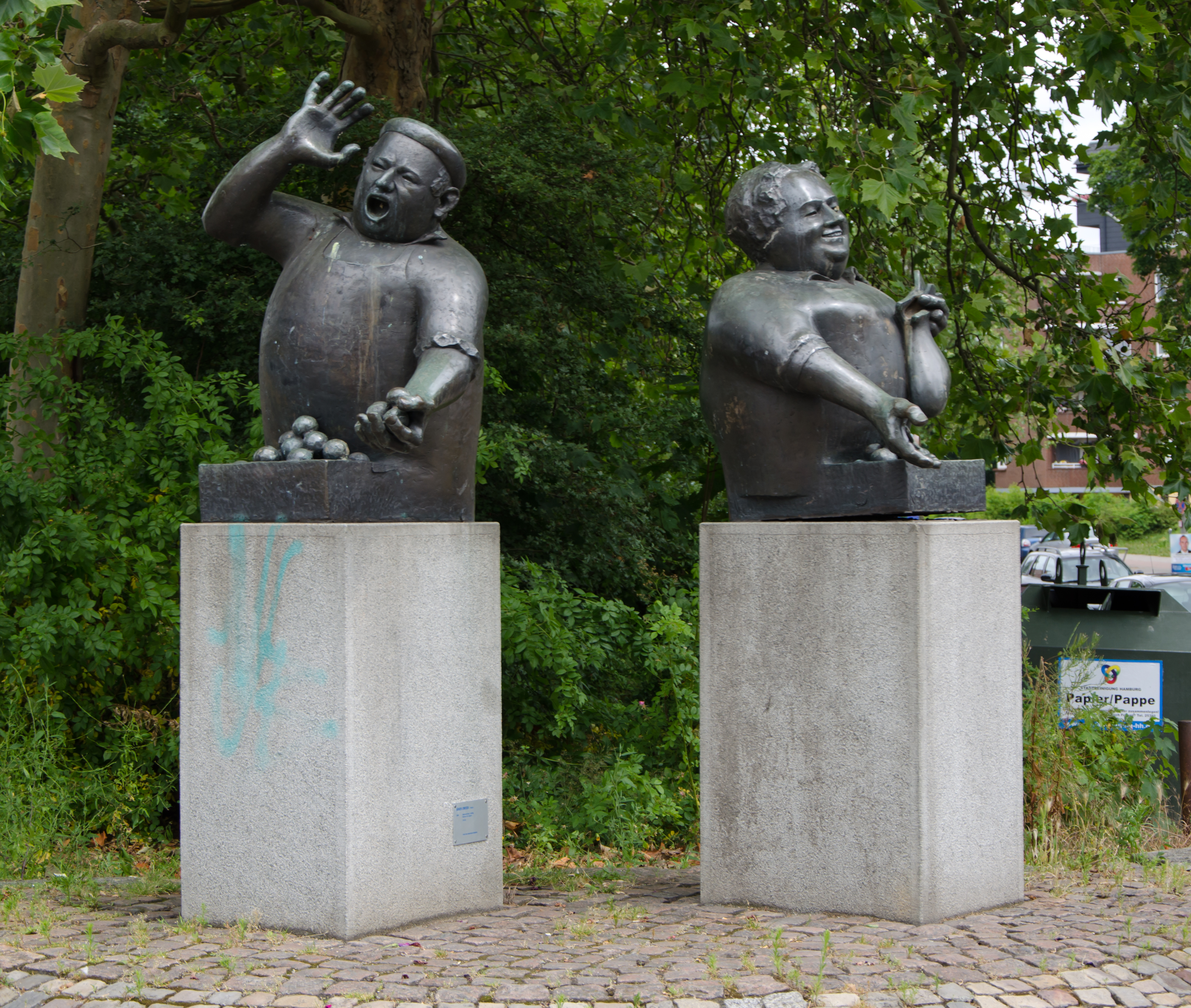
„Marktschreier“ (1989)

János Enyedi (* 28. Oktober 1937 in Kispest; † Ende 2017 in Marschacht) war ein ungarisch-deutscher Lehrer, Maler und Bildhauer.

## Leben
Enyedi wurde in Kispest geboren, dem heutigen XIX. Budapester Bezirk, und besuchte eine musisch-künstlerische Oberschule, die er mit dem Abitur abschloss. Danach folgte eine Ausbildung zum Keramiker und der Beginn  eines Kunststudiums. 1956 flüchtete er aus Ungarn in die Bundesrepublik Deutschland und begann neben verschiedenen Gelegenheitsjobs von 1957 bis 1970 ein Studium an der Kunsthochschule Hamburg (Keramik bei Otto Lindig und Bildhauerei bei Gustav Seitz), gleichzeitig studierte er Kunstgeschichte, Archäologie, Finno-Ugristik und Sportwissenschaft an der Universität Hamburg.
1969 wurde er Lehrbeauftragter für Keramik und Kunstgeschichte an der Volkshochschule und am Gymnasium Geesthacht. Von 1977 bis zu seiner Pensionierung arbeitete er hauptberuflich als Lehrer am Gymnasium Hamburg-Billstedt, 2001 promovierte er in Pécs in Ungarn zum Dr. lib. art. Nach seiner Pensionierung bis zu seinem Tode lebte er in Marschacht, wo er auch sein Atelier betrieb. Der Verbleib seiner nachgelassenen Werke ist unklar.

## Werke
Für Enyedi hatte Kunst eine pädagogische und soziale Aufgabe. Seine Keramiken brannte er seit den 1960er Jahren im eigenen Elektroofen aus selbst hergestellten Massen. In seinem damaligen Werk überwiegen dickwandige, schwere Entwürfe, die er mit Lithiumglasuren in dunklen Farbtönen überzog. Ab Ende der 1960er Jahre fertigte er auch begehbare Holzskulpturen für Spielplätze, später in den 1970ern Skulpturen aus Grau- und Bronzeguss. In den 1990er Jahren entstanden vorwiegend große Bronzeskulpturen. Daneben fertigte er auch Aquarelle und Zeichnungen.

## Ausstellungen (Auswahl)
Einzelausstellungen
- 1960 Haus der Begegnung, Hamburg
- 1965, 1967 Lichtwarkhaus, Hamburg-Bergedorf
- 1974, 1979 International Arts Guild, Monte Carlo
- 1976 Galerie Mouffe, Paris
- 1976 Rathaus Reinbek
- 1977 Plaza-Hotel Hamburg
- 1979 Galerie Kunst & Design, Göttingen
- 1987 Galerie Schnecke, Hamburg
- 1987, 1988, 1990, 1992 Galerie Plewisast, Hamburg
- 1991, 2002 Spectrum, Hamburg-Bergedorf
- 1992 Museum für Bergedorf und die Vierlande, Hamburg-Bergedorf
- 1992 Atelier-Galerie im Hermann-Wessel-Haus, Goldenstedt
- 1995 Wassermühle Lohne
- 1997 Galerie Atrium, Monte Carlo

Gruppenausstellungen
- 1970 Uhlenspegelhuus Mölln
- 1982 Műcsarnok Budapest
- 1989 Kieler Schloss
- 1990 Biennale Internationale de Céramique d’Art de Vallauris, Vallauris
- 1990, 1998 Union Gallery, West Lafayette (Indiana)
- 1992 University of Montana, Missoula (Montana)

## Werke (Auswahl)
- Hamburg-Bergedorf: Spielplatz am Schloßpark: Holzplastik, 1966
- Hamburg-Lohbrügge: Lohbrügger Markt: Marktschreier, Plastik, 1989
- Hamburg-Lohbrügge: Storchengruppe, Plastik, 1999
- Hamburg-Stellingen, Julius-Vossler-Straße: Eulen-Labyrinth, 1977
- Hamburg-Barmbek: Marschnerstraße: Helmut, Plastik, 1986
- Reinbek, Rathaus: Die Stadt frißt ihre Kinder, keramische Plastik, 1982